# Davie

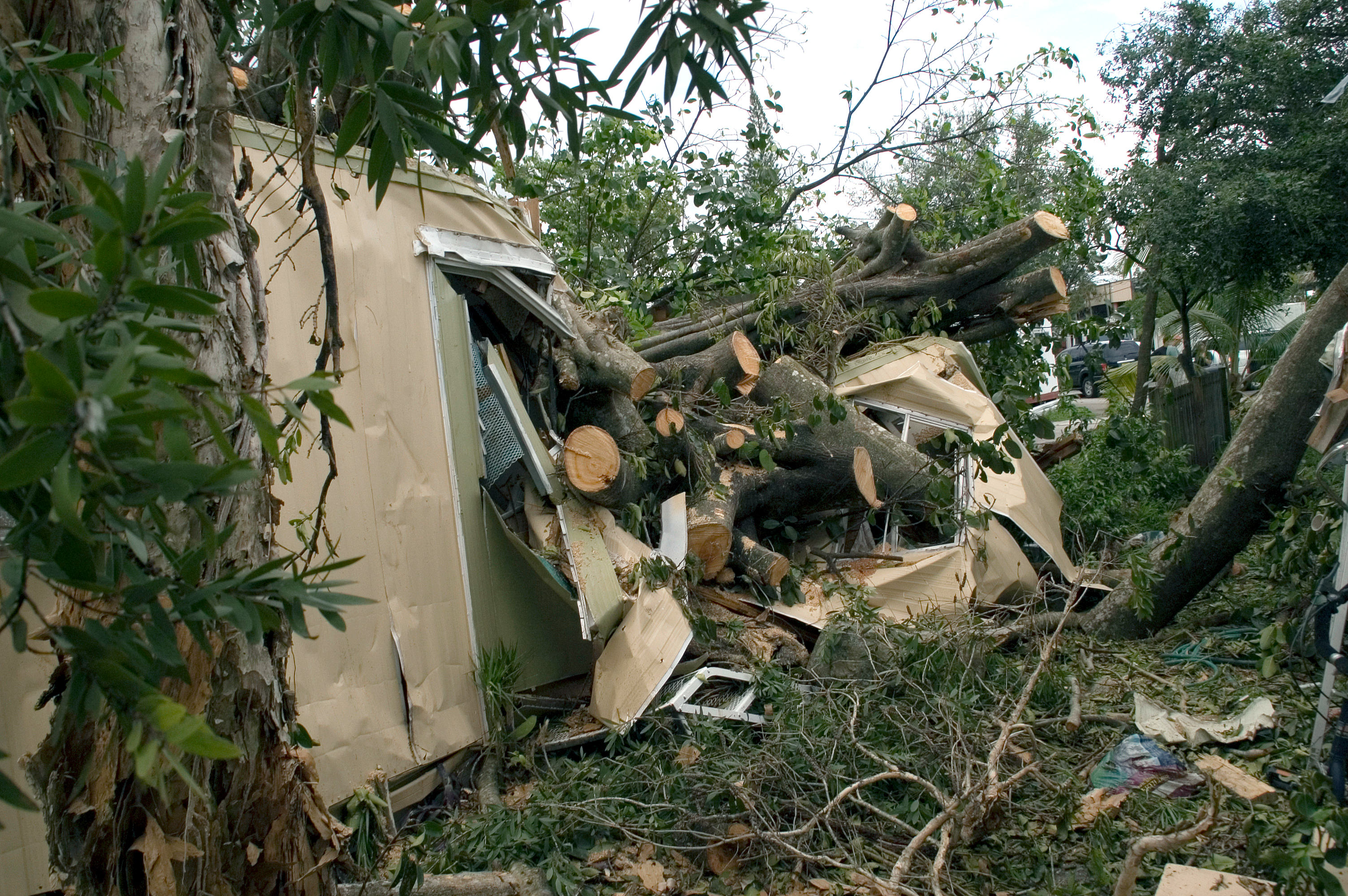
Schäden durch Hurrikan Katrina, August 2005

Davie ist eine Stadt im Broward County im US-Bundesstaat Florida.
Das U.S. Census Bureau hat bei der Volkszählung 2020 eine Einwohnerzahl von 105.691 ermittelt. Das Stadtgebiet hat eine Größe von 88,5 km².

## Geographie
Davie befindet sich etwa 30 Kilometer nördlich von Miami.

### Nachbargemeinden
Angrenzende Kommunen im Uhrzeigersinn, beginnend im Norden sind: Sunrise, Plantation, Fort Lauderdale, Dania Beach, Hollywood, Cooper City, Southwest Ranches, Pembroke Pines und Weston.

## Geschichte
Am 27. August 2005 wurde Davie vom Hurrikan Katrina verwüstet.

### Religion
In Davie gibt es derzeit 34 verschiedene Kirchen aus 16 verschiedenen Konfessionen, darunter ist die Katholische Kirche mit 4 Kirchen am stärksten vertreten. Es gibt 11 zu keiner Konfession gehörende Kirchen (Stand: 2004).

### Demographische Daten
Laut der Volkszählung 2010 verteilten sich die damaligen 91.992 Einwohner auf 37.306 Haushalte. Die Bevölkerungsdichte lag bei 1062,3 Einw./km². 80,1 % der Bevölkerung bezeichneten sich als Weiße, 8,0 % als Afroamerikaner, 0,3 % als Indianer und 4,6 % als Asian Americans. 3,9 % gaben die Angehörigkeit zu einer anderen Ethnie und 3,1 % zu mehreren Ethnien an. 29,1 % der Bevölkerung bestand aus Hispanics oder Latinos.
Im Jahr 2010 lebten in 36,5 % aller Haushalte Kinder unter 18 Jahren sowie 22,0 % aller Haushalte Personen mit mindestens 65 Jahren. 68,7 % der Haushalte waren Familienhaushalte (bestehend aus verheirateten Paaren mit oder ohne Nachkommen bzw. einem Elternteil mit Nachkomme). Die durchschnittliche Größe eines Haushalts lag bei 2,64 Personen und die durchschnittliche Familiengröße bei 3,14 Personen.
26,2 % der Bevölkerung waren jünger als 20 Jahre, 27,3 % waren 20 bis 39 Jahre alt, 31,0 % waren 40 bis 59 Jahre alt und 15,5 % waren mindestens 60 Jahre alt. Das mittlere Alter betrug 38 Jahre. 48,4 % der Bevölkerung waren männlich und 51,6 % weiblich.
Das durchschnittliche Jahreseinkommen lag bei 58.313 $, dabei lebten 10,9 % der Bevölkerung unter der Armutsgrenze.
Im Jahr 2000 war Englisch die Muttersprache von 75,47 % der Bevölkerung, spanisch sprachen 18,74 % und 5,79 % hatten eine andere Muttersprache.
|           | 1970  | 1980   | 1990   | 2000   | 2010   | 2019    | 2020    |
| --------- | ----- | ------ | ------ | ------ | ------ | ------- | ------- |
| Einwohner | 5.859 | 20.500 | 47.217 | 75.720 | 91.992 | 106.306 | 105.691 |

## Sehenswürdigkeiten
Am 29. März 1988 wurde die Davie School in das National Register of Historic Places eingetragen.

## Schulen
- Davie Elementary School
- Flamingo Elementary School
- Fox Trail Elementary School
- Hawkes Bluff Elementary School
- Nova Blanche Forman Elementary School
- Nova Dwight D. Eisenhower Elementary School
- Silver Ridge Elementary School
- Indian Ridge Middle School
- Nova Middle School
- McFatter Technical High School
- Nova High School
- Western High School

## Wirtschaft
Die größten Arbeitgeber waren 2018:
| Arbeitgeber                  | Arbeitnehmer |
| ---------------------------- | ------------ |
| Nova Southeastern University | 4833         |
| Broward College              | 2022         |
| Broward County School Board  | 1618         |
| Publix                       | 870          |
| Rick Case Automotive         | 852          |
| Town of Davie                | 797          |
| Teva/Actavis                 | 545          |
| Walmart                      | 380          |
| Home Depot                   | 378          |
| Stryker                      | 350          |

## Verkehr
Durch das Stadtgebiet von Davie verlaufen die Interstates 75 und 595, der U.S. Highway 441 sowie die Florida State Roads 7, 84, 91 (Florida’s Turnpike), 817, 818 und 848. Der nächste Flughafen ist der Fort Lauderdale-Hollywood International Airport.

## Kriminalität
Die Kriminalitätsrate lag im Jahr 2010 mit 320 Punkten (US-Durchschnitt: 266 Punkte) im durchschnittlichen Bereich. Es gab drei Morde, 21 Vergewaltigungen, 92 Raubüberfälle, 251 Körperverletzungen, 799 Einbrüche, 2586 Diebstähle, 258 Autodiebstähle und 17 Brandstiftungen.